# 貝琪·柴契爾
貝琪·柴契爾（英語：Becky Thatcher）是馬克·吐溫小說《湯姆歷險記》中的虛構人物，主角湯姆·索亞的同學和女友。

## 生平
贝琪·撒切尔出身于一个富裕家庭，有着一头金发，父亲撒切尔法官带着贝琪及其兄弟杰夫来到小镇圣彼得堡，她因此成为汤姆·索亚的同学。汤姆一见到贝琪便喜欢上她，而因此离开他本来的女友艾美·劳伦斯。贝琪原本对汤姆十分友好，但当汤姆无意中说出艾美的名字，贝琪误会了，哭着离开了汤姆。
有一次，贝琪乘老师不在时，在教室里偷看一本解剖学的书，而汤姆正好在这时进入教室，使贝琪在紧张间将墨水泼到书页上。老师发现以后便严词质问学生，汤姆自愿站出来自称是他干的，接受老师的体罚，贝琪自此对汤姆大为改观。
后来，贝琪与汤姆一起在洞穴中探险，在里面迷了路，汤姆硬撑着找到出路，并将贝琪带出来，受到众人的赞誉。

## 原型

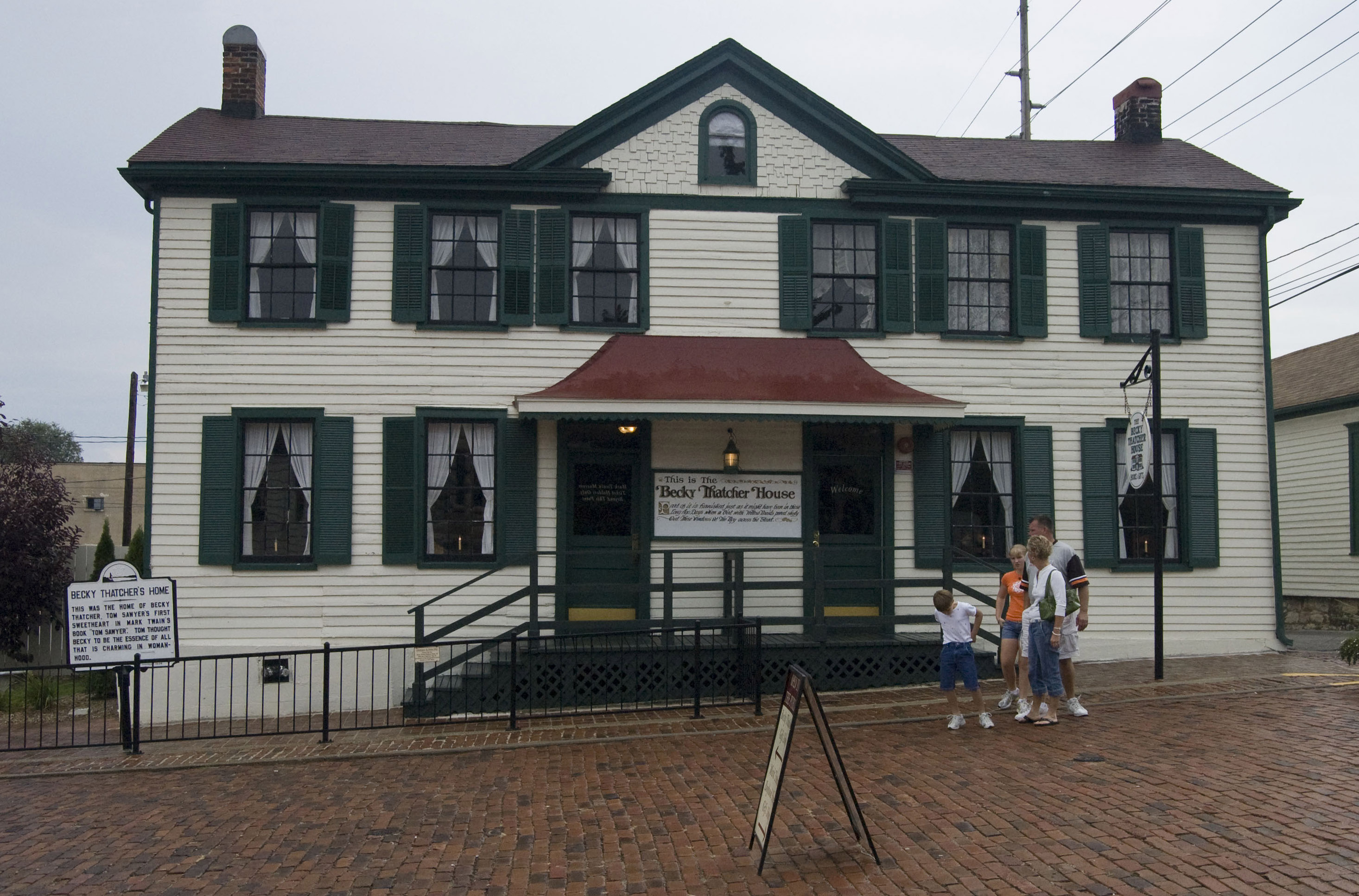
貝琪·柴契爾之家。

貝琪·柴契爾角色在現實中的原型是來自漢尼拔的勞拉·霍金斯（Laura Hawkins），她是一個漂亮的小女孩，也是《汤姆·索亚历险记》作者馬克·吐溫童年的同學、玩伴與女友。
至今位在漢尼拔市的勞拉·霍金斯舊居已歷經幾次翻修，成為名叫「貝琪·柴契爾之家」的紀念館，吸引不少小說書迷或遊客前來參觀。

## 改編
- 1938年電影《湯姆歷險記（英语：The Adventures of Tom Sawyer (1938 film)）》，由安·吉利斯（英语：Ann Gillis）飾演[7]。
- 1973年電影《湯姆歷險記（英语：Tom Sawyer (1973 film)）》，由茱蒂·佛斯特飾演[7]。
- 2011年電影《湯姆歷險記》，由Magali Greif（德语：Magali Greif）飾演[7]。

## 文化影響
1982年，美國一名10歲的女孩珊曼莎·史密斯致信給蘇聯中央總書記安德洛波夫，安德洛波夫在次年的回信開頭讚譽珊曼莎，將她比作貝琪·柴契爾：「妳是一個勇敢而誠實的女孩，就像湯姆·索亞的女友貝琪一樣」。

## 外部連結
- 貝琪·柴契爾 （页面存档备份，存于），大英百科全書（英文）